# Produção de azeitona na Palestina
As oliveiras são as principais culturas agrícolas nos territórios palestinos. Onde é maioritariamente cultivada para a produção de azeite. Estima-se que a produção de azeitonas represente 57% das terras cultivadas nos Territórios Palestinos Ocupados, onde havia 7,8 milhões de oliveiras frutíferas em 2011. Em 2014, foram prensadas cerca de 108.000 toneladas de azeitonas, que produziram 24.700 toneladas de azeite, que contribuíram com $ 10.900.000. Existem cerca de 100.000 famílias que dependem da azeitona como renda básica.
A oliveira é vista por muitos palestinos como um símbolo do nacionalismo e do apego da árvore à terra palestina, principalmente por causa de seu crescimento lento e longevidade.
A destruição de oliveiras palestinas tornou-se uma característica do conflito israelense-palestino, com relatos regulares de danos causados por colonos israelenses.

## Encontro
A oliveira começou a ser cultivada na região há milhares de anos. Onde encontrou descobertas que remontam à Idade do Cobre que se referem a muitos olivais e métodos de prensagem para a produção de azeite, especificamente entre 3600 aC a 3300 aC.
As azeitonas tornaram-se uma mercadoria comercial na Idade do Bronze, pois acredita-se que o naufrágio de Oluborun, encontrado na costa turca, carregava azeitonas trazidas da Palestina a bordo.
O cultivo da oliveira se desenvolveu na área ao redor da cidade de Nablus entre 1700 e 1900 para se tornar um importante centro de produção. O óleo extraído era usado como substituto de dinheiro; Onde o azeite era armazenado em poços profundos na cidade e nas aldeias vizinhas para ser utilizado como meio de pagamento entre comerciantes. O uso de azeitonas como substituto do dinheiro aumentou no século XIX, e a área de olivais na Palestina histórica atingiu cerca de 475.000 dunams (cerca de 47.500 hectares ou 112.000 acres) em 1914.
A exportação de azeite extraído dos olivais ao redor de Nablus no final da era otomana antes da Primeira Guerra Mundial tornou-se difícil devido à alta acidez do azeite, que causou um declínio na qualidade. E também pelo baixo prazo de validade e preços altos. Este declínio foi seguido por uma duplicação da produção durante os vinte e oito anos que a Palestina passou sob a autoridade do Mandato Britânico.

## Produção
A grande maioria da prensagem de azeitona ocorre na Cisjordânia, nas aldeias da província de Jenin, onde está localizada a maioria das prensas de azeitona. Em 2014, havia 284 prensas na Cisjordânia.
O azeite produzido na Palestina é consumido principalmente localmente. A produção varia de ano para ano de acordo com o ciclo natural da oliveira, o que provoca grandes flutuações na produção, mas em média houve um acréscimo de cerca de 4.000 toneladas de azeite produzidas anualmente. É provável que Israel seja o maior mercado para o produto, embora os dados não tenham sido coletados e o restante seja exportado para a Europa, América do Norte e países do Golfo. Segundo estimativas do Conselho Oleícola Internacional, a produção média de azeite palestino é de 22.000 toneladas por ano, e 6.500 toneladas foram exportadas para a temporada 2014/15.

## variedades de azeitona
As principais variedades de azeitonas utilizadas nos Territórios Palestinos são: Chemlali, Jei, Mazlinino, Nibali Baladi, Nibali Mohsen, Shami e Síria. Um estudo mostrou que Al-Nabali Al-Baladi e Al-Nabali Al-Mohsen Al-Suri são as variedades de oliveiras que crescem na Cisjordânia.

## a cultura
As oliveiras são um componente importante da vida agrícola palestina tradicional, com várias gerações de famílias colhendo azeitonas por dois meses a partir de meados de setembro. A época da colheita é frequentemente associada à celebração dessas famílias, já que essas celebrações são organizadas com música e dança folclórica tradicional palestina.
Todos os membros da família participam da colheita da azeitona.Nos últimos anos, o Ministério da Educação e as universidades às vezes concedem aos alunos uma licença especial para participar da colheita com suas famílias. Os costumes da família palestina durante a época da colheita da azeitona diferem em muitos aspectos, principalmente no que diz respeito ao preparo dos alimentos, onde dependem de comida enlatada porque as mulheres estão ocupadas colhendo azeitonas.